# AFL - Division I 2015
La AFL Division I 2015 è stata la 30ª edizione del campionato di football americano di secondo livello, organizzato dalla AFBÖ.

## Squadre partecipanti
| Club                  | Città         | Stadio | Sponsor ufficiale      | Risultato nella stagione 2014 |
| --------------------- | ------------- | ------ | ---------------------- | ----------------------------- |
| AFC Rangers Mödling   | Mödling       |        |                        |                               |
| Cineplexx Blue Devils | Hohenems      |        |                        |                               |
| Haller Löwen          | Hall in Tirol |        |                        |                               |
| Sankt Pölten Invaders | Sankt Pölten  |        | Assicurazioni Generali |                               |
| Tirol Raiders JV      | Innsbruck     |        | Swarco                 |                               |
| Traun Steelsharks     | Traun         |        |                        |                               |
| Vienna Vikings 2      | Vienna        |        | Dacia                  |                               |

## Stagione regolare

### Calendario

#### 1ª giornata
| 28 marzo 2015 | Vienna Vikings 2 | 14 – 10 (7-3 0-0 7-0 0-7) | Traun Steelsharks |  |

| 28 marzo 2015 | Tirol Raiders JV | 8 – 13 (0-0 0-7 2-0 6-6) | Cineplexx Blue Devils | (700 spett.) |

#### 2ª giornata
| 4 aprile 2015 | Sankt Pölten Invaders | 46 – 12 (14-0 19-6 13-6 0-0) | Haller Löwen |  |

| 5 aprile 2015 | AFC Rangers Mödling | 38 – 24 (10-0 14-10 0-7 14-7) | Traun Steelsharks |  |

#### 3ª giornata
| 11 aprile 2015 | AFC Rangers Mödling | 30 – 33 (d.t.s.) (14-7 3-3 7-7 3-10 3-6) | Vienna Vikings 2 |  |

| 12 aprile 2015 | Cineplexx Blue Devils | 14 – 13 (14-0 0-0 0-0 0-13) | Traun Steelsharks | (350 spett.) |

#### 4ª giornata
| 18 aprile 2015 | Vienna Vikings 2 | 27 – 21 (0-13 6-2 7-0 14-6) | Sankt Pölten Invaders | (100 spett.) |

| 19 aprile 2015 | Haller Löwen | 6 – 55 (6-14 0-14 0-20 0-7) | Cineplexx Blue Devils | (250 spett.) |

| 19 aprile 2015 | Traun Steelsharks | 30 – 17 (0-7 10-3 7-0 13-7) | Tirol Raiders JV |  |

#### 5ª giornata
| 25 aprile 2015 | AFC Rangers Mödling | 28 – 21 (7-0 21-7 0-0 0-14) | Sankt Pölten Invaders |  |

| 25 aprile 2015 | Tirol Raiders JV | 45 – 8 (21-0 17-0 7-8 0-0) | Haller Löwen | (950 spett.) |

#### 6ª giornata
| 2 maggio 2015 | Traun Steelsharks | 23 – 49 (7-14 9-13 7-6 0-16) | Cineplexx Blue Devils |  |

| 3 maggio 2015 | Sankt Pölten Invaders | 42 – 6 (6-0 7-0 17-0 12-6) | Tirol Raiders JV | (300 spett.) |

| 3 maggio 2015 | Haller Löwen | 8 – 58 (0-14 0-24 8-14 0-6) | Vienna Vikings 2 |  |

#### 7ª giornata
| 10 maggio 2015 | Vienna Vikings 2 | 23 – 7 (3-0 7-7 13-0 0-0) | AFC Rangers Mödling | (200 spett.) |

| 10 maggio 2015 | Cineplexx Blue Devils | 43 – 0 (23-0 13-0 7-0 0-0) | Haller Löwen | (594 spett.) |

| 10 maggio 2015 | Tirol Raiders JV | 21 – 19 (7-0 7-6 0-7 7-6) | Traun Steelsharks | (400 spett.) |

#### 8ª giornata
| 16 maggio 2015 | Sankt Pölten Invaders | 14 – 24 (0-7 7-7 0-0 7-10) | AFC Rangers Mödling | (550 spett.) |

| 16 maggio 2015 | Traun Steelsharks | 70 – 20 (21-14 14-6 21-0 14-0) | Haller Löwen | (350 spett.) |

| 17 maggio 2015 | Cineplexx Blue Devils | 34 – 3 (7-0 7-3 6-0 14-0) | Vienna Vikings 2 | (1000 spett.) |

#### 9ª giornata
| 24 maggio 2015 | AFC Rangers Mödling | 27 – 58 (13-15 0-19 7-12 7-12) | Cineplexx Blue Devils | (100 spett.) |

#### 10ª giornata
| 31 maggio 2015 | Tirol Raiders JV | 10 – 17 (0-0 7-10 3-7 0-0) | AFC Rangers Mödling | (650 spett.) |

| 31 maggio 2015 | Traun Steelsharks | 28 – 21 (0-7 7-7 14-0 7-7) | Sankt Pölten Invaders |  |

#### 11ª giornata
| 4 giugno 2015 | Sankt Pölten Invaders | 17 – 35 (3-7 0-14 0-14 14-0) | Vienna Vikings 2 |  |

#### 12ª giornata
| 13 giugno 2015 | Haller Löwen | 8 – 55 (0-14 8-21 0-14 0-6) | AFC Rangers Mödling | (60 spett.) |

| 13 giugno 2015 | Vienna Vikings 2 | 20 – 7 (7-0 7-0 0-7 6-0) | Tirol Raiders JV |  |

| 14 giugno 2015 | Cineplexx Blue Devils | 54 – 6 (26-6 6-0 15-0 7-0) | Sankt Pölten Invaders | (646 spett.) |

#### 13ª giornata
| 28 giugno 2015 | Haller Löwen | 0 – 23 | Tirol Raiders JV |  |

### Classifica
La classifica della regular season è la seguente:
- PCT = percentuale di vittorie, G = partite giocate, V = partite vinte,  P = partite perse, PF = punti fatti, PS = punti subiti

| Pos. | Squadra               | PCT   | G | V | N | P | PF  | PS  |
| ---- | --------------------- | ----- | - | - | - | - | --- | --- |
| 1    | Cineplexx Blue Devils | 1.000 | 8 | 8 | 0 | 0 | 320 | 86  |
| 2    | Vienna Vikings 2      | .875  | 8 | 7 | 0 | 1 | 213 | 134 |
| 3    | AFC Rangers Mödling   | .625  | 8 | 5 | 0 | 3 | 226 | 191 |
| 4    | Traun Steelsharks     | .375  | 8 | 3 | 0 | 5 | 217 | 194 |
| 5    | Tirol Raiders JV      | .375  | 8 | 3 | 0 | 5 | 137 | 149 |
| 6    | Sankt Pölten Invaders | .250  | 8 | 2 | 0 | 6 | 188 | 214 |
| 7    | Haller Löwen          | .000  | 8 | 0 | 0 | 8 | 62  | 395 |

## Playoff

### Tabellone
|  | Semifinali | Semifinali            | Semifinali |                     |    | XVIII Silver Bowl     | XVIII Silver Bowl | XVIII Silver Bowl |  |
|  |            |                       |            |                     |    |                       |                   |                   |  |
|  | 1          | Cineplexx Blue Devils | 43         |                     |    |                       |                   |                   |  |
|  | 1          | Cineplexx Blue Devils | 43         |                     |    |                       |                   |                   |  |
|  | 4          | Traun Steelsharks     | 14         |                     |    |                       |                   |                   |  |
|  | 4          | Traun Steelsharks     | 14         |                     | 1  | Cineplexx Blue Devils | 47                |                   |  |
|  |            |                       |            |                     | 1  | Cineplexx Blue Devils | 47                |                   |  |
|  |            |                       | 3          | AFC Rangers Mödling | 28 |                       |                   |                   |  |
|  | 2          | Vienna Vikings 2      | 3          | AFC Rangers Mödling | 28 | 13                    |                   |                   |  |
|  | 2          | Vienna Vikings 2      |            |                     |    |                       |                   |                   |  |
|  | 3          | AFC Rangers Mödling   | 24         |                     |    |                       |                   |                   |  |

### Semifinali
| 4 luglio 2015 | Vienna Vikings 2 | 13 – 24 (0-7 0-3 0-7 13-7) | AFC Rangers Mödling |  |

| 5 luglio 2015 | Cineplexx Blue Devils | 43 – 14 (28-0 8-0 7-7 0-7) | Traun Steelsharks |  |

### XVIII Silver Bowl
| 11 luglio 2015 | AFC Rangers Mödling | 28 – 47 (7-13 7-15 0-6 14-13) | Cineplexx Blue Devils | (400 spett.) |

## Verdetti
- Cineplexx Blue Devils Vincitori dell'AFL Division I 2015